# Ткачук, Александр Иванович
Алекса́ндр Ива́нович Ткачу́к (укр. Олександр Іванович Ткачук; род. 20 ноября 1985, Черновцы) — украинский футболист, полузащитник.

## Биография
Воспитанник буковинского футбола и киевского спортинтерната. Профессиональную карьеру начал в клубе «Буковина». В 2003 году выступал за минский «Локомотив», в этот период успел сыграть в финале Кубка Белоруссии. После этого вернулся на Украину в симферопольскую «Таврию», выступал за дублирующий состав. Позже выступал за: «Кривбасс-2», «Буковина», «Олком». В сезоне 2008/09 выступал в Узбекистане за клуб «Кызылкум» из города Зарафшан. В январе 2009 года перешёл в «Фехервар». Летом 2009 года перешёл в «Феникс-Ильичёвец» из Калинино. В 2010 году провёл 7 игр за кировоградскую «Звезду» и перешёл в любители. В 2012 году стал чемпионом среди любителей.

## Достижения
- Победитель любительского чемпионата Украины: 2012

## Статистика
| Сезон   | Клуб                | Лига         | Чемпионат | Чемпионат | Кубок | Кубок | Дубль | Дубль |
| Сезон   | Клуб                | Лига         | Игры      | Голы      | Игры  | Голы  | Игры  | Голы  |
| ------- | ------------------- | ------------ | --------- | --------- | ----- | ----- | ----- | ----- |
| 2002/03 | Буковина            | Вторая лига  | 11        | 0         | 1     | 0     | —     | —     |
| 2003    | Локомотив (Минск)   | Высшая лига  | 9         | 0         | ?     | ?     | ?     | ?     |
| 2004/05 | Таврия              | Высшая лига  | 0         | 0         | 0     | 0     | 12    | 0     |
| 2005/06 | Буковина            | Вторая лига  | 4         | 2         | 0     | 0     | —     | —     |
| 2005/06 | Кривбасс-2          | Вторая лига  | 4         | 0         | 0     | 0     | —     | —     |
| 2005/06 | Кривбасс            | Высшая лига  | 0         | 0         | 0     | 0     | 4     | 0     |
| 2006/07 | Олком               | Вторая лига  | 11        | 1         | 0     | 0     | —     | —     |
| 2007/08 | Олком               | Вторая лига  | 18        | 1         | 2     | 0     | —     | —     |
| 2008/09 | Кызылкум            | ПФЛ          | 30        | 3         |       |       |       |       |
| 2008/09 | Фехервар            | Сопрони Лига | 2         | 0         |       |       |       |       |
| 2009/10 | Феникс-Ильичёвец    | Первая лига  | 13        | 1         | 2     | 0     | —     | —     |
| 2010    | Звезда (Кировоград) | Первая лига  | 7         | 0         | 1     | 0     | —     | —     |